# Проект Рай
Проект Рай (на английски: Eden Project) е ботаническа градина в графство Корнуол, Англия, Обединеното кралство.
Разположен е върху рекултивирана територия на изоставена каолинова кариера. Отдалечен е на 1,5 км от град Сейнт Блейзи и на 4,8 км от Сейнт Остел, най-големия град в графство Корнуол.
Комплексът включва 2 оранжерии, всяка съставена от няколко геодезически купола, в които са събрани растения от цял свят. Общата покрита площ е 22 000 м2. В куполите са създадени биоми, характерни за влажните тропически зони и средиземноморския регион. Те са изработени от стоманена конструкция, образуваща стотици остъклени шестоъгълници (плюс няколко петоъгълника).

## История
Идеята за проекта принадлежи на Тим Смит, проектът е разработен от архитекта Никълъс Гримшоу и инженеринговата компания „Антъни Хант и партньори“. Дейвис Лангдън е ръководител на проекта, а компанията MERO изпълнява проектирането и строителството на оранжериите. Срокът за реализация на проекта е 2,5 г. Откриването е на 17 март 2001 г.

## Мястото
Проектът се изгражда в неизползвана каолинова мина. Около комплекса обикаля криволичеща пътека с изглед към двата биома. Около тях е богато озеленено (включително и зеленчукови градини), експонирани са причудливи скулптури – гигантска пчела и внушителен робот, създадени от стари електроуреди.
Там се е снимал Die Another Day, 20-ия филм за Джеймс Бонд с Пиърс Броснън в главната роля.
На 2 юли 2005 г. на територията на комплекса се провежда концертът „Африка зове“ от серията концерти Live 8.
От 2002 г. в „Рая“ се провеждат музикалниите празници Eden Sessions. В тях участват Еми Уайнхаус, Джеймс Морисън, Брайън Уилсън, Лили Ален, рок-групите Muse, Snow Patrol, Pulp, The Verve, Kaiser Chiefs. През лятото на 2009 групата Oasis провежда концерт в рамките на турнето им Dig Out Your Soul.

### Биоми
В дъното са разположени 2 покрити биома:
„Дъждовната гора“, която е най-голямата оранжерия в света, обхваща 1,56 хектара и е с размери 55 м височина, 100 м широчина и 200 м дължина. Този биом се използва за тропически растения – банан, кафе, каучуково дърво, гигантски бамбук, и в него се поддържат тропически температури и влажност.
Средиземноморският биом обхваща 0,654 хектара и е с размери 35 м височина, 65 м широчина и 135 м дължина. Тук са разплоложени растения, характерни за субтропичния пояс – маслина, лоза, палми, както и различни скулптури.
Външният (открит) биом представя умерените региони на света с растения, като например чай, лавандула, хмел, коноп, слънчоглед и др.
Куполите представляват хексагонална пространствено-прътова конструкция и са изработени от стоманени тръби с диаметър само 193 мм и облицовъчни панели от термопластичен ETFE (етилентетрафлуороетилен). Стъклото е било избегнато поради високото си тегло и потенциални опасности. Самите облицовъчни панели са създадени от няколко тънки слоя прозрачен ETFE, които са залепени в близост до периметъра им и напомпани до създаването на големи възглавници. В резултат възглавниците действат като топлинно одеяло на структурата. Материалът ETFE е устойчив на повечето замърсители, които просто се измиват от дъжда. Въпреки че ETFE е податлива на пробиви, те могат лесно да бъдат ремонтирани с лента ETFE. Конструкцията е изцяло самоносеща, без вътрешни опори, и е под формата на геодезичен купол. Панелите се различават по размер, като най-големите са в горната част на конструкцията.
Технологията ETFE е доставена и инсталирана от фирмата Vector Foiltec, която продължава да е отговорна за текущата поддръжка на облицовката. Стоманените ферми е създадена, доставена и монтирана от Меро-schmidlin, Великобритания, която също разработва цялостната схема съвместно с проектанта Nicholas Grimshaw & Partners.
Компютърно контролираната екологична система, която регулира температурата и влажността във всеки купол, е проектирана и инсталирана от HortiMaX (официално Van Vliet Automation Ltd), които също са отговорни за текущата поддръжка на екологичните системи за контрол и наблюдение.
Целият проект е управляван от McAlpine Joint Venture.

### Ядро
Ядрото е последното допълнение към комплекса и е открито през септември 2005 година. То осигурява проекта с образователни съоръжения, включващи класни стаи и експозиционни площи, подкрепящи основната идея на проект Рай за отношенията между хората и растенията. Поради това проектантите са почерпили вдъхновение от растения, най-забележимото във формата на покрив, който дава на сградата отличителна форма.
Гримшоу разработва медните покриви в сътрудничество със скулптора Петър Рендал-Пейдж, Майк Първис и конструкторите Синклер Мерц и Антъни Хънтс. Вдъхновен е от филогенезиса, което е математическата основа на растежа на растенията, а „противоположните спирали“ се срещат в много растения, като например семената в слънчогледовата пит, боровата шишарка и ананаса. Медта е доставена от проследими източници, за да се насърчат потребителите да не използват метали, добивани незаконно. акустичният дизайн е извършен от Buro Happold.
По настояване на архитектите фотоволтаичните панели на покрива на основната сграда са подредени в наклонена дъга по естетически причини. Поради това повече от половината от панелите никога не получават пряка слънчева светлина. По време на монтажа електроинженерите считат, че не си струва да се свързват тези панели, тъй като техния потенциал за генериране на електричество е толкова ограничен. Стойността на панелите по време на инсталацията е около £ 260 000.

## Околна среда
В куполите се представят разнообразни условия за отглеждане на многобройни растения.
Проектът включва екологично акцентиране върху взаимната зависимост на растения и хора; растенията са обозначени с техните медицински имена. Огромното количество вода, необходимо за създаване на влажни условия на тропическия биом, както и за тоалетните, е санирана дъждовна вода, която иначе би се събирала на дъното на кариерата. Единствената водопроводна вода се ползва за миене и готвене. Комплексът също така да използва зеленотарифни електромери – енергията идва от една от многото вятърни турбини в Корнуъл, които са сред първите в Европа.
Интересното е, че партньор на проект Рай е британската минна компания Rio Tinto Group, която се очаква да започне добив на титанов диоксид в Мадагаскар. Това ще включва отстраняване на голяма част от крайбрежните гори, и може да причини големи щети на уникалното биоразнообразие на мадагаскарската флора и фауна.

## История
Първата част на „Проект Рай“, посетителският център, е открит за посещение през 2000 година. Целият комплекс е открит на 17 март 2001 г.
Проектът е домакин на Live 8 concert, Eden Project – серия концерти на 2 юли 2005 година. Също така е използван като място за снимките на Джеймс Бонд от 2002 г. с участието на Пиърс Броснан.
През 2005 г. стартира проект „Време за подаръци“ за зимните месеци – от ноември до февруари, с ледената пързалка, обхващаща езерото, малко кафе, както и коледен базар. Корнуолските хорове са редовни изпълннители в биомите.
От 2002 г., проектът е бил домакин на поредица от музикални изпълнения, наречена Едем сесии. Участвали са Amy Winehouse, James Morrison, Muse, Lily Allen, Snow Patrol, Pulp, Brian Wilson и The Magic Numbers, The Verve, Kaiser Chiefs и KT Tunstall.
На 6 декември 2007 г. в Рая са поканени хора от целия Корнуол да се опитат да счупят световния рекорд за най-голяма викторина, като част от кампанията за спечелване на £ 50 млн. за Корнуол.
Теренът, заеман от комплекса, е бил използван от Би Би Си като снимачна площадка за повърхността на планетата Магратея в телевизионните серии „Пътеводител на галактическия стопаджия“ от 1981 г.

## Критика
През 2007 г. е имало критики, че проект Рай е получил твърде много обществено финансиране, £ 130 милиона евро от разни източници, и че трябва да се самоиздържа.